# Chiropteromyza broersei
Chiropteromyza broersei is een vliegensoort uit de familie van de afvalvliegen (Heleomyzidae). De wetenschappelijke naam van de soort is voor het eerst geldig gepubliceerd in 1946 door de Meijere.